# Carlos Hermosillo
Carlos Manuel Hermosillo Goytortúa (Cerro Azul, Veracruz, México; 24 de agosto de 1964), conocido como Carlos Hermosillo, es un exfutbolista mexicano que jugaba como delantero. Es el segundo máximo goleador en la historia de la Primera División de México (solo por debajo de Evanivaldo Castro "Cabinho"), y el 6° máximo anotador de la selección de fútbol de México, sólo detrás de Javier Hernández, Jared Borgetti, Raúl Jiménez, Cuauhtémoc Blanco y Luis Hernández. En su desempeño como centro delantero, la característica más notoria fue su contundente remate de cabeza. También es miembro del Partido Acción Nacional y comentarista deportivo. Se desempeñó como director general de la Comisión Nacional del Deporte de México durante el gobierno de Felipe Calderón Hinojosa y fue candidato a diputado federal.

## Biografía

### Como futbolista
Comenzó su carrera de club con el América durante la temporada 1983-84. Con el América ganó 5 títulos de liga y se convirtió en pieza fundamental y símbolo americanista. En la temporada 1983-84 ganaría el campeonato contra el acérrimo rival Guadalajara coronando una temporada espectacular. Un año después, anotaría uno de los goles en el tercer partido de la final 1984-85 entre el América y los Pumas de la UNAM, colaborando en la coronación del cuadro azulcrema. De igual manera, ganó los títulos del PRODE 85 al Tampico Madero tras remontar un marcador de 4-0, 1987-88 goleando a Pumas en el Estadio Azteca y 1988-89 con final cardiaco contra Cruz Azul; en esta última final, marcó el gol definitorio contra el Cruz Azul.[cita requerida]
En el América marcó goles de gran manufactura, especialmente en los partidos definitorios y en los llamados clásicos contra Pumas, Guadalajara y Cruz Azul. Será recordado como uno de los símbolos americanistas de la década de los 80, la época más fructífera del América. Junto a Luis Roberto Alves "Zaguinho", marcó época formando la más temible delantera del futbol mexicano. Formó parte de aquel América plagado de estrellas como Antonio Carlos Santos, Daniel Brailovsky, Alfredo Tena, Cristóbal Ortega, Luis Roberto Alves "Zaguinho", Armando Manzo, Cecilio de los Santos, Juan Hernández, Eduardo Vacas, Javier Aguirre, Héctor Miguel Zelada, entre otros, quienes formaron uno de los equipos más poderosos y espectaculares de todos los tiempos.[cita requerida]
Hermosillo forma parte de los mejores delanteros americanistas de todas las épocas, junto a Enrique Borja, José Alves "Zague", Octavio Vial, François Omám Biyik, Christian Benítez y Salvador Cabañas.[cita requerida]
En 1989, el Standard Liège de Bélgica le propone integrarse a sus filas y Carlos incursiona en una aventura europea, que resultó no ser muy favorable, ya que alineó poco y solo pudo marcar un gol durante su estancia. Terminó volviendo a México con la camiseta del Monterrey, donde retoma buena parte del nivel perdido y se convierte en el máximo anotador del equipo.[cita requerida]
Sin embargo, en la temporada siguiente (1991-92) es el Cruz Azul quien se interesa por sus servicios, ya que no habían tenido un centro delantero de jerarquía durante muchos años. Su arribo a las filas cementeras no estuvo exenta de polémica, ya que al haber jugado con el gran rival -América-, la afición inicialmente mostró dudas sobre su rendimiento. Sin embargo, los goles de Hermosillo justificaron con creces su contratación, y sus tres mejores temporadas a nivel individual fueron en 1993-94, 1994-95 y 1995-96, cuando marcó 27, 35 y 26 goles, respectivamente, convirtiéndose a la postre en el máximo goleador de Cruz Azul hasta la fecha.[cita requerida]
Una jugada emblemática de Hermosillo se dio en la final del Invierno 1997 entre Cruz Azul y León cuando, después de ingresar en tiempo extra de cambio infiltrado (por tener rotas dos costillas y jugar con un chaleco protector), recibe una patada flagrante en la cara de Ángel David Comizzo (arquero leonés), decretándose penal al momento. El mismo Carlos se encargó de ejecutarlo, cruzando al poste opuesto del guardameta, y con el criterio de definición por gol de oro le brindó a Cruz Azul su octavo título de Liga.[cita requerida]
Un año después, su destino recayó en el Necaxa, entonces dirigido por Raúl Arias. Su actuación fue determinante para que el cuadro electricista se coronara en la temporada Invierno 1998 contra todo pronóstico ante el Guadalajara, al ganar la vuelta en el mismo estadio Jalisco. Carlos dio una asistencia para gol a Sergio Vázquez, para definir por 2-0 a favor de los Rayos.[cita requerida]
Carlos incursionó en el fútbol de los Estados Unidos con Los Ángeles Galaxy para dos temporadas que comenzaron en 1998. Para la Galaxia, él marcó 14 goles y 15 asistencias en dos temporadas regulares, alternando sus actuaciones en este equipo con Necaxa.[cita requerida]
Hermosillo retornó por un año al club con quien debutó, América, como un refuerzo para la Copa Libertadores 2000, que disputó el cuadro azulcrema. Más bien jugó poco, si bien se dio tiempo para marcar algunos goles. Ya en plena etapa de retiro, Hermosillo jugó para el Atlante y Guadalajara, participando en un torneo corto con cada equipo.[cita requerida]
Hermosillo se retiró del futbol profesional con el Guadalajara en el 2001. Sin embargo, su partido de despedida definitivo lo jugó con la camiseta del Cruz Azul en el 2002 contra un combinado de "Amigos de Hermosillo", Jürgen Klinsmann y Diego Armando Maradona.[cita requerida]
Si bien jugó para muchos equipos, siempre se le relacionará con el Cruz Azul, equipo con el cual jugó más torneos y con el que se identificó más.[cita requerida]

### Carrera política
Al retirarse en 2002 se capacita como director deportivo en España, concluyendo sus estudios en 2003. Posteriormente ingresa a la Comisión Nacional del Deporte con el cargo de Subdirector del Deporte, durando en el mismo hasta 2006 cuando se integra al equipo de transición del entonces presidente electo Felipe Calderón Hinojosa, siendo su asesor en materia deportiva. A partir del 3 de diciembre de 2006 el mismo Calderón lo designó como titular de la Comisión Nacional del Deporte.
El 17 de marzo de 2009 es nombrado Presidente del Consejo Americano del Deporte (CADE), por un período de dos años.
Renunció al cargo de director general de la Comisión Nacional del Deporte el 31 de marzo de 2009, al ser postulado candidato del PAN a diputado federal por el XVI Distrito Electoral Federal de Veracruz, con sede en la ciudad de Córdoba. Sin embargo, fue superado por su contrincante del PRI, Javier Duarte de Ochoa.
Posteriormente se desempeñó en la Secretaría de Vinculación con la Sociedad, en el Comité Ejecutivo Nacional del Partido Acción Nacional, hasta el año 2012.

### Comentarista deportivo
Hoy en día Carlos Hermosillo ha iniciado una nueva etapa como analista y comentarista deportivo. Primero en el programa La Última Palabra de Fox Sports México, de agosto a diciembre de 2013; y a partir del 6 de marzo de 2014 se incorpora a la cadena Telemundo.[cita requerida]

## Selección de fútbol de México
| País   | PJ | Goles | Periodo     |
| ------ | -- | ----- | ----------- |
| México | 90 | 34    | 1984 - 1997 |

Fue jugador internacional con la selección de fútbol de México en 90 ocasiones, anotando 34 goles. Es el quinto mayor anotador en la historia del tricolor, honor compartido con Luis Hernández y está detrás de Javier Hernández, Jared Borgetti y Cuauhtémoc Blanco.

### Participaciones en Copas del Mundo
Solo pudo jugar dos partidos de Copa del Mundo, en 1994 ante la selección de Irlanda y contra la selección de Italia en el cual dio el pase a Marcelino Bernal para el gol del empate a uno contra dicho equipo y no marcó gol. También fue convocado para el Mundial de 1986, pero no tuvo participación en la justa.
| Mundial                        | Sede           | Resultado        |
| ------------------------------ | -------------- | ---------------- |
| Copa Mundial de Fútbol de 1986 | México         | Cuartos de final |
| Copa Mundial de Fútbol de 1994 | Estados Unidos | Octavos de final |

### Participaciones en Copa FIFA Confederaciones
| Copa                           | Sede           | Resultado    |
| ------------------------------ | -------------- | ------------ |
| Copa FIFA Confederaciones 1995 | Arabia Saudita | Tercer lugar |

### Participaciones en Copa América
| Copa              | Sede    | Resultado        |
| ----------------- | ------- | ---------------- |
| Copa América 1995 | Uruguay | Cuartos de final |

## Clubes
| Club               | Año            | Goles |
| ------------------ | -------------- | ----- |
| América            | 1983-1989/2000 | 93    |
| Standard Lieja     | 1989-1990      | 1     |
| Monterrey          | 1990-1991      | 22    |
| Cruz Azul          | 1991-1998      | 196   |
| Necaxa             | 1998-1999      | 13    |
| Los Angeles Galaxy | 1999           | 14    |
| Atlante            | 2000           | 7     |
| Guadalajara        | 2001           | 8     |
| Total              |                | 364   |

### Resumen estadístico
|                               | Partidos | Goles | Promedio |
| ----------------------------- | -------- | ----- | -------- |
| Primera División de México    | 539      | 295   | 0.55     |
| MLS                           | 34       | 19    | 0.56     |
| Primera División de Bélgica   | 5        | 1     | 0.2      |
| Selección de fútbol de México | 90       | 34    | 0.38     |
| Copas nacionales              | 31       | 25    | 0.81     |
| Copas internacionales         | 41       | 22    | 0.54     |
| Total                         | 740      | 396   | 0.54     |

### Estadísticas
| Club                              | Div           | Temporada     | Liga  | Liga  | Copas nacionales(1) | Copas nacionales(1) | Torneos internacionales(2) | Torneos internacionales(2) | Total | Total | Media goleadora |
| Club                              | Div           | Temporada     | Part. | Goles | Part.               | Goles               | Part.                      | Goles                      | Part. | Goles | Media goleadora |
| --------------------------------- | ------------- | ------------- | ----- | ----- | ------------------- | ------------------- | -------------------------- | -------------------------- | ----- | ----- | --------------- |
| C. F. América · México            |               |               |       |       |                     |                     |                            |                            |       |       | Media goleadora |
| 1.ª                               | 1983-84       | 15            | 5     | -     | -                   | -                   | -                          | 15                         | 5     | 0.33  |                 |
| 1.ª                               | 1984-85       | 38            | 15    | -     | -                   | -                   | -                          | 38                         | 15    | 0.39  |                 |
| 1.ª                               | 1985-86       | -             | -     | -     | -                   | 4                   | 2                          | 4                          | 2     | 0.5   |                 |
| 1.ª                               | 1986-87       | 11            | 3     | -     | -                   | 6                   | 6                          | 17                         | 9     | 0.53  |                 |
| 1.ª                               | 1987-88       | 43            | 19    | 2     | 2                   | -                   | -                          | 45                         | 21    | 0.47  |                 |
| 1.ª                               | 1988-89       | 43            | 27    | 2     | 2                   | -                   | -                          | 45                         | 29    | 0.64  |                 |
| 1.ª                               | 1989-90       | 11            | 2     | 1     | 1                   | -                   | -                          | 12                         | 3     | 0.25  |                 |
| 1.ª                               | 2000          | 16            | 8     | -     | -                   | 8                   | 2                          | 24                         | 10    | 0.42  |                 |
| Total club                        | Total club    | 177           | 79    | 5     | 4                   | 18                  | 10                         | 200                        | 93    | 0.47  |                 |
| Standard Lieja · Bélgica          |               |               |       |       |                     |                     |                            |                            |       |       |                 |
| 1.ª                               | 1989-90       | 14            | 1     | -     | -                   | -                   | -                          | 14                         | 1     | 0.07  |                 |
| Total club                        | Total club    | 14            | 1     | -     | -                   | -                   | -                          | 14                         | 1     | 0.07  |                 |
| C. F. Monterrey · México          |               |               |       |       |                     |                     |                            |                            |       |       |                 |
| 1.ª                               | 1990-91       | 36            | 20    | 2     | 2                   | -                   | -                          | 38                         | 22    | 0.58  |                 |
| Total club                        | Total club    | 36            | 20    | 2     | 2                   | 0                   | 0                          | 38                         | 22    | 0.58  |                 |
| Cruz Azul F. C. · México          |               |               |       |       |                     |                     |                            |                            |       |       |                 |
| 1.ª                               | 1991-92       | 40            | 17    | 3     | 4                   | -                   | -                          | 43                         | 21    | 0.49  |                 |
| 1.ª                               | 1992-93       | 20            | 15    | -     | -                   | -                   | -                          | 20                         | 15    | 0.75  |                 |
| 1.ª                               | 1993-94       | 36            | 28    | -     | -                   | -                   | -                          | 36                         | 28    | 0.78  |                 |
| 1.ª                               | 1994-95       | 39            | 37    | 1     | 1                   | -                   | -                          | 40                         | 38    | 0.95  |                 |
| 1.ª                               | 1995-96       | 36            | 26    | 6     | 5                   | -                   | -                          | 42                         | 31    | 0.74  |                 |
| 1.ª                               | 1996-97       | 30            | 21    | 9     | 9                   | 5                   | 7                          | 44                         | 37    | 0.84  |                 |
| 1.ª                               | 1997-98       | 38            | 25    | -     | -                   | 3                   | 3                          | 41                         | 28    | 0.68  |                 |
| Total club                        | Total club    | 239           | 169   | 19    | 19                  | 8                   | 10                         | 266                        | 198   | 0.74  |                 |
| I.D. Necaxa · México              |               |               |       |       |                     |                     |                            |                            |       |       |                 |
| 1.ª                               | 1998-99       | 28            | 13    | 1     | 0                   | 5                   | 0                          | 34                         | 13    | 0.38  |                 |
| 1.ª                               | 1999          | 2             | 0     | -     | -                   | -                   | -                          | 2                          | 0     | 0     |                 |
| Total club                        | Total club    | 30            | 13    | 1     | 0                   | 5                   | 0                          | 36                         | 13    | 0.36  |                 |
| Los Angeles Galaxy Estados Unidos |               |               |       |       |                     |                     |                            |                            |       |       |                 |
| 1.ª                               | 1999          | 34            | 19    | -     | -                   | -                   | -                          | 34                         | 19    | 0.56  |                 |
| Total club                        | Total club    | 34            | 19    | -     | -                   | -                   | -                          | 34                         | 19    | 0.56  |                 |
| C. F. Atlante · México            |               |               |       |       |                     |                     |                            |                            |       |       |                 |
| 1.ª                               | 2000          | 16            | 7     | 4     | 0                   | 6                   | 1                          | 26                         | 8     | 0.31  |                 |
| Total club                        | Total club    | 16            | 7     | 4     | 0                   | 6                   | 1                          | 26                         | 8     | 0.31  |                 |
| C. D. Guadalajara · México        |               |               |       |       |                     |                     |                            |                            |       |       |                 |
| 1.ª                               | 2001          | 17            | 5     | -     | -                   | -                   | -                          | 17                         | 5     | 0.29  |                 |
| 1.ª                               | 2001          | 19            | 2     | -     | -                   | 4                   | 1                          | 23                         | 3     | 0.13  |                 |
| Total club                        | Total club    | 36            | 7     | 0     | 0                   | 4                   | 1                          | 40                         | 8     | 0.2   |                 |
| Total carrera                     | Total carrera | Total carrera | 582   | 315   | 31                  | 25                  | 41                         | 22                         | 654   | 362   | 0.55            |

## Palmarés

### Campeonatos nacionales
| Título               | Equipo    | País   | Edición       |
| -------------------- | --------- | ------ | ------------- |
| Primera División     | América   | México | 1983-84       |
| Primera División     | América   | México | 1984-85       |
| Primera División     | América   | México | PRODE 1985    |
| Primera División     | América   | México | 1987-88       |
| Campeón de Campeones | América   | México | 1987-88       |
| Primera División     | América   | México | 1988-89       |
| Campeón de Campeones | América   | México | 1988-89       |
| Copa México          | Cruz Azul | México | 1996-97       |
| Primera División     | Cruz Azul | México | Invierno 1997 |
| Primera División     | Necaxa    | México | Invierno 1998 |

### Campeonatos internacionales
| Título            | Equipo    | Sede                | Edición |
| ----------------- | --------- | ------------------- | ------- |
| Copa de Campeones | América   | Ciudad de México    | 1987    |
| Copa de Campeones | Cruz Azul | Ciudad de Guatemala | 1996    |
| Copa de Campeones | Cruz Azul | Washington D. C.    | 1997    |

### Distinciones individuales
| Distinción                                                              | Año     |
| ----------------------------------------------------------------------- | ------- |
| Goleador de la Primera División de México (27)                          | 1993-94 |
| Goleador de la Primera División de México (35)                          | 1994-95 |
| Citlali como Mejor Delantero de la Primera División de México           | 1994-95 |
| Goleador de la Primera División de México (26)                          | 1995-96 |
| Citlali como Mejor Delantero de la Primera División de México           | 1995-96 |
| Goleador de la Copa de Campeones de la Concacaf (7)                     | 1996    |
| Goleador de la Copa México (7)                                          | 1995-96 |
| Goleador de la Copa México (9)                                          | 1996-97 |
| Goleador de la Copa de Campeones de la Concacaf (3)                     | 1997    |
| Goleador de la Clasificación de Concacaf para la Copa Mundial de Fútbol | 1997    |